# Cine gore

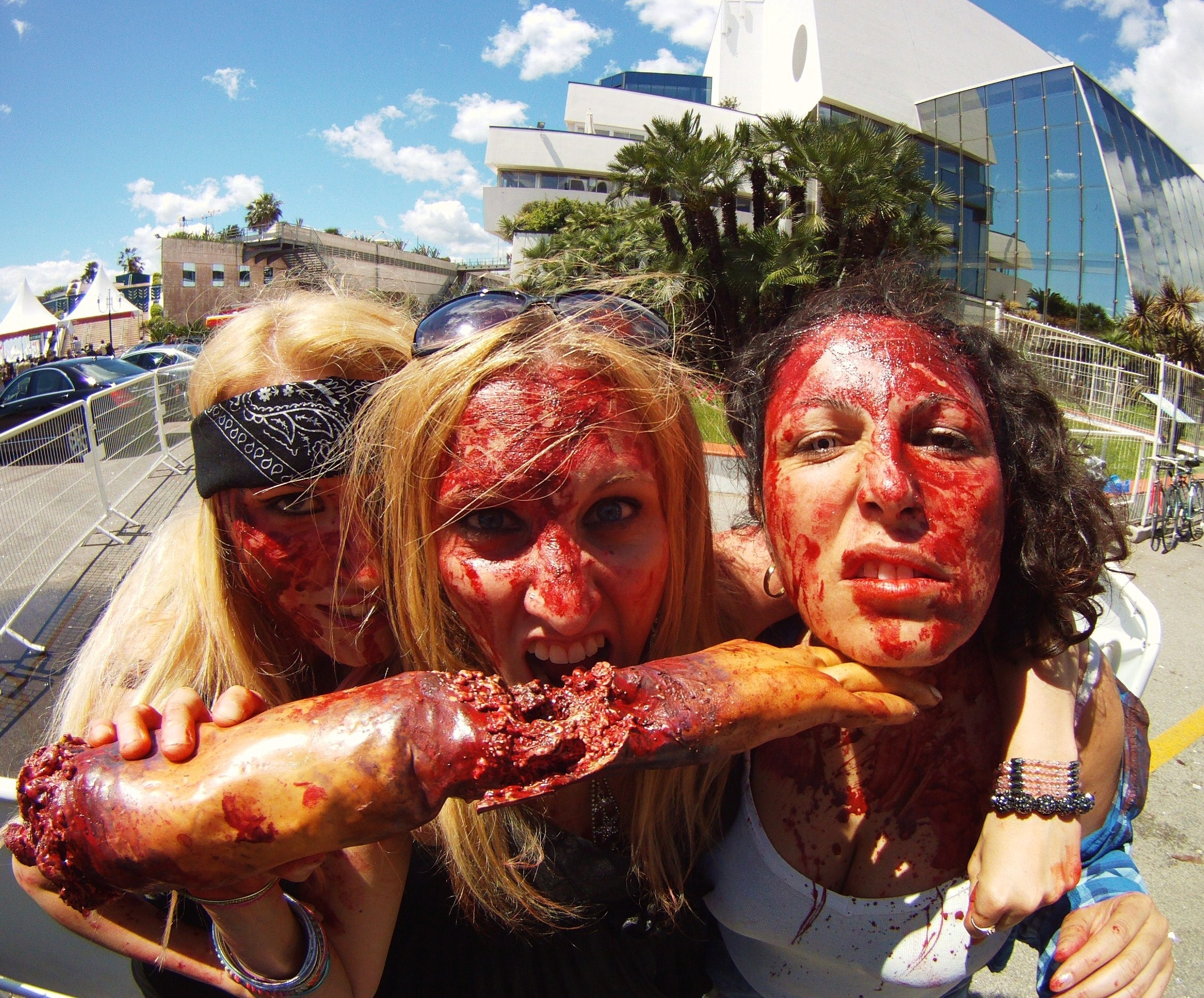
Maquillaje de zombis durante el rodaje de una película gore.

El cine gore o cine splatter es un tipo de cine de terror y de explotación centrado en lo visceral y la violencia gráfica extrema. Estas películas, mediante el uso de efectos especiales y exceso de sangre artificial, intentan demostrar la vulnerabilidad, fragilidad y debilidad del cuerpo humano y teatralizar su mutilación. El término «cine splatter» fue adoptado por George A. Romero para describir su película Dawn of the Dead, aunque algunos críticos consideran que contiene un mensaje más profundo, basado en una crítica social.
Algunas veces el gore es tan excesivo que se convierte en un elemento cómico, como se ve en Evil Dead 2 (1987) de Sam Raimi o en Braindead (1992) de Peter Jackson. Este tipo de comedia con elementos gore ha sido llamada «splatstick» (un acrónimo de «splatter» y «slapstick»). Otro subgénero es el producido por una combinación entre violencia gráfica e imágenes sexualmente sugestivas, el cual es denominado «torture porn» o «gorno» (acrónimo de «gore» y «porno»). 666

## Historia

### Inicios
El cine splatter tuvo sus inicios estéticos en el teatro francés Grand Guignol, en el cual se intentaban representar escenas sangrientas de matanzas para sus clientes. En 1908, Grand Guignol hizo su primera aparición en Inglaterra, aunque las escenas fueron minimizadas en función de un tono más gótico, debido a la censura existente en las artes británicas.
La primera aparición del gore (la mutilación realista del cuerpo humano) en el cine se puede remontar a la película Intolerancia (1916) de D. W. Griffith, la cual presenta varios elementos similares a los de Grand Guignol, incluyendo dos decapitaciones y una escena donde se muestra cómo una lanza atraviesa el abdomen de un soldado. Varias de las posteriores películas de Griffith, y las de su contemporáneo Cecil B. DeMille, muestran matanzas similares.
A comienzos de los años 20, un número de escándalos, incluyendo el de Roscoe Arbuckle, conmovieron a Hollywood, generando una crítica a la «obscenidad» que era «promovida» por las películas. Como resultado se creó el Código Hays, el cual determinaba, mediante una serie de reglas restrictivas, qué se podía ver en pantalla y qué no. El género gore se vio censurado durante casi cincuenta años.

### La era moderna
A finales de la década de 1950 y principios de la de 1960, el público se reencontró con los temas de temática splatter gracias a películas como Psicosis (1960), de Alfred Hitchcock y algunos trabajos de Hammer Productions como La maldición de Frankenstein (1957) y Drácula (1958).
El género splatter surgió como un estilo de cine diferente en Estados Unidos. Entre los directores más importantes de esta época destaca Herschell Gordon Lewis, quien había iniciado produciendo películas de bajo presupuesto, pero al comenzar a perder terreno comercial en Hollywood, lo llevó a incluir más desnudos en sus películas. En vez de hacerse un espacio rentable en la industria, Lewis se dedicó a tocar los temas que el cine temía: Escenas explícitas y viscerales. En 1963 dirigió Blood Feast, considerada por muchos como la primera película del género splatter. En ella destacan escenas en donde Ramsés le arranca la lengua a una joven incluyendo su raíz y muestras de desmembramiento. Tras 15 años de su estreno, Blood Feast obtuvo 7 millones de dólares en ganancias. La película esperaba recaudar unos $24,500, aproximadamente. Tuvo una segunda parte, Blood Feast 2: All U Can Eat, estrenada en 2002. La siguiente película de Lewis, Two Thousand Maniacs! (1964), fue rehecha como 2001 Maniacs en 2005, con una segunda parte titulada 2001 Maniacs: Beverly Hellbillys que fue estrenada en 2008.
Debido a su influencia y rentabilidad, Blood Feast se mantuvo en la cartelera de varios autocines ubicados en el sur de Estados Unidos. La violencia gráfica comenzó a ser mostrada en películas de gran presupuesto como Bonnie y Clyde (1967) y The Wild Bunch (1969), pero continuó siendo vista como un tabú en Hollywood.
La primera película que logró popularizar el género fue La noche de los muertos vivientes (1968) de George A. Romero, la cual intentaba replicar la atmósfera de EC Comics. Aunque en un principio fue catalogada por la prensa estadounidense como «pésima», se convirtió rápidamente en una sensación nacional, siendo proyectada no solo en autocines sino también en funciones de medianoche a lo largo del país. Las críticas extranjeras fueron más amables con la película; la revista británica de cine Sight & Sound la ubicó entre las «diez mejores películas de 1968».
Su secuela Dawn of the Dead se convirtió en una de las películas splatter con mayor éxito, tanto comercialmente como por las críticas recibidas. El crítico Roger Ebert se refirió a ella como «una de las mejores películas de terror jamás hechas». Las películas de Romero fueron importantes, además, por su preocupación en relación con la técnica, efectos especiales, guion y caracterización de los personajes.
Durante los años 80 fue creado el consejo de clasificación de la MPAA. Como resultado, varias películas splatter sufrieron cortes, con la excepción de Friday the 13th y sus gráficas escenas de violencia. Sin embargo, la segunda parte de esta no corrió la misma suerte. El crítico de cine Roger Ebert en Estados Unidos, y el miembro del Parlamento Graham Bright, en el Reino Unido, encabezaron los intentos de censura a este tipo de películas; mientras los críticos iban tras la película I spit on your grave, los políticos se encargaron de apoyar el "Video Recordings Act", un sistema de censura y certificación de videos. Esto tuvo como resultado la censura de varias películas en el Reino Unido.
Algunos directores de este género se han dedicado a filmar películas de mayor presupuesto y rentabilidad. Sam Raimi, conocido por dirigir las películas de Spider-Man, se volvió famoso tras crear The Evil Dead (1981), que fue seguida por dos secuelas: Evil Dead II (1987) y El ejército de las tinieblas (1992). Peter Jackson, quien es conocido por su trilogía basada en El Señor de los Anillos, comenzó su carrera como director en Nueva Zelanda dirigiendo las películas splatter Bad Taste (1987) y Braindead (1992). Estas películas mostraban tanto gore que se convirtió en un elemento cómico. Este tipo de comedias son conocidas como «splatstick», definido como humor físico que involucra destripamiento.
Algunas películas splatter han servido como influencia de distintas maneras. Holocausto caníbal (1980), por ejemplo, es similar a The Blair Witch Project (1999) Holocausto caníbal cuenta la historia de un grupo de jóvenes, mediante una cinta grabada por ellos antes de morir en manos de caníbales. Este elemento de «falso documental» es utilizado también en Blair Witch.

### Torture porn
En los años 2000, hubo un resurgimiento de películas influenciadas en el género splatter, las cuales contienen desnudos, tortura, mutilación y sadismo, conocidas de manera despectiva como «torture porn» (‘porno de tortura’ en español) por los críticos; también son denominadas «gorno» (un acrónimo de «gore» y «porno»). La película de Eli Roth, Hostel (2005) fue la primera en ser llamada «torture porn» por el crítico David Edelstein, pero la clasificación ha sido aplicada a Saw (2004) y sus secuelas, Los renegados del diablo (2005), Wolf Creek (2005), Baise-moi (2000) y Koroshiya 1 (2001). Algo que diferencia a estas películas de las splatter es que las torture porn van acompañadas de numerosa publicidad, de esta manera recaudan más que las otras.
El subgénero denominado «torture porn» ha demostrado ser bastante rentable: Saw, que fue hecha con $1,2 millones, recaudó $100 millones en todo el mundo, mientras que Hostel, con un presupuesto de aproximadamente $5 millones, recaudó $80 millones. Lionsgate, el estudio que está detrás de estas películas, también ha recibido grandes ganancias de la taquilla. El éxito financiero ha inspirado el estreno de películas similares: Turistas en 2006, Hostel 2, Captivity protagonizada por Elisha Cuthbert, Borderland, Delirium, y The Last House on the Left. La película Grindhouse (2007), producida y dirigida por Quentin Tarantino y Robert Rodriguez, también ha sido considerada como parte del género.
Este género ha recibido numerosas críticas. Joss Whedon, creador de la serie de televisión Buffy la cazavampiros, ha dicho que el torture porn es «parte de un ciclo de violencia y misoginia que arrebata algo a la gente que lo ha visto». Los afiches utilizados para la publicidad de Hostal 2 y Captivity han generado críticas debido a su contenido gráfico, siendo quitados de algunos lugares. El director Eli Roth ha sostenido que el uso del término «torture porn» por parte de los críticos, «dice mucho acerca del limitado entendimiento de los críticos, en relación con lo que las películas de terror pueden hacer o son», y que "son anticuados". El escritor Stephen King defendió Hostel 2 y el torture porn diciendo: «Seguro que te hace sentir incómodo, pero el buen arte debe hacerte sentir incómodo».

## Gore en otros géneros
El polémico género tuvo sus variantes al aliar elementos de otros estilos cinematográficos. Uno de los más dignos de destacar es el producido por la fusión de elementos del cine mondo y el ñam" que resultó en el género italiano de «películas de caníbales en la selva», inaugurado en la obra de 1972 Hombre del Río Profundo de Umberto Lenzi, y que llevaría al apogeo su compatriota Ruggero Deodato con Holocausto caníbal (1979).
El término «gore» es generalmente confundido con «slasher». Aunque algunas veces coinciden, muchas películas slasher, como Halloween (1978), no son consideradas gore, ya que no muestran suficiente sangre. Otras películas, como Maniac (1980), The Prowler (1981), Castle Freak (1995) y Haute tension (2003) pueden ser incluidas dentro del subgénero.
Escenas splatter pueden ser vistas en películas de otros géneros. Algunos ejemplos son El topo (1970) y Kill Bill (2003), correspondientes al western y thriller, respectivamente. Muchas películas del género chambara, o películas de samurái, contienen efectos de sangre similares a los utilizados en el gore. Algunos ejemplos incluyen Shogun Assassin (1980). También es muy común ver el género gore en el anime y manga, con series como Corpse Party: Tortured Souls, Midori: la niña de las camelias, así como el torture porn (denominado en la cultura otaku como ero guro) y raras veces el slapstick.
También es conocido en la animación por series como Invencible, que utiliza frecuentemente la violencia grafica y excesiva de gore.

## Características
El cine splatter, según el crítico de cine Michael Arnzen, «deleita tímidamente con sus efectos especiales gore utilizados como elemento artístico». Mientras en las películas de terror se tratan temas como lo desconocido, sobrenatural, oscuridad, entre otros, el miedo del género splatter consiste en la destrucción física del cuerpo humano. Hay, además, un énfasis en el aspecto visual, estilo y técnica, incluyendo un hiperactivo trabajo de cámara. Mientras el cine de terror intenta restablecer el orden social y moral mediante el triunfo de las fuerzas del bien sobre el mal, en las películas gore abunda la falta de trama y orden. Arnzen sostiene que «el espectáculo violento reemplaza cualquier intento de estructura narrativa, ya que el gore es la única parte de la película que es consistente». Estas películas además presentan narraciones entrelazadas, incluyendo «montajes repletos de movimientos de cámara... tomas cruzadas de cazador y cazado, y siniestras yuxtaposiciones y contrastes».